# Abraham Spiegel
Abraham Spiegel (ur. 1906, zm. 10 kwietnia 2004 w Beverly Hills) – amerykański filantrop.

## Życiorys
Był (razem z żoną) więźniem Oświęcimia, stracił tam dwoje dzieci, zgładzonych w komorze gazowej. Po wojnie osiadł w USA. Założyciel firmy ubezpieczeniowej Columbia Savings and Loan (1974), która cieszyła się opinią jednej z bardziej stabilnych i zarazem korzystnych finansowo; nie przetrwała jednak kryzysu gospodarczego przełomu lat 80. i 90. (przedsiębiorstwem zarządzał wówczas syn Abrahama, Thomas Spiegel).
Abraham Spiegel ufundował m.in. pomnik dzieci – ofiar Holocaustu przy Instytucie Jad Waszem w Jerozolimie, gmach imienia rodziny Spiegelów w Muzeum Diaspory Żydowskiej w Tel Awiwie oraz park w Tel Awiwie. Współtworzył także żydowskie uczelnie w Los Angeles (m.in. Akademię Hebrajską Yavneh).
Był członkiem komitetu organizacyjnego igrzysk olimpijskich w Los Angeles w 1984.